# Osteopilus crucialis
Osteopilus crucialis är en groddjursart som först beskrevs av Harlan 1826.  Osteopilus crucialis ingår i släktet Osteopilus och familjen lövgrodor. IUCN kategoriserar arten globalt som starkt hotad. Inga underarter finns listade i Catalogue of Life.